# Nork Marash
Nork Marash (in armeno Նորք-Մարաշ) è un distretto di Erevan, la capitale dell'Armenia, con 11.699 abitanti (dato 2001) situato nella parte orientale della città.